# Jardin des Plantes de Poitiers
El Jardín de las Plantas de Poitiers (en francés: Jardin des Plantes de Poitiers) es un parque municipal y jardín botánico de 1,5 hectáreas de extensión, dependiente administrativamente de la comuna de Poitiers, Francia. Está situado junto a la sede de la facultad de administración de empresas de la Universidad de Poitiers.

## Localización
Jardin des Plantes de Poitiers 1 rue du Jardin des Plantes, Poitiers, Vienne, Poitou-Charentes, France-Francia.
Planos y vistas satelitales.46°35′15″N 0°20′52.8″E / 46.58750, 0.348000
Se encuentra abierto todos los días del año sin cargo alguno.

## Historia
El primer Jardin des Plantes de Poitiers fue creado en 1621 por Le Coq Paschal, decano de la Facultad de Medicina, como iniciativa para ayudar en la educación de los estudiantes.
Sin embargo el jardín fue trasladado varias veces antes de su establecimiento en 1869 en el solar del antiguo Hôtel Dieu, su actual ubicación.

## Colecciones
Actualmente el jardín está diseñado como un parque a la inglesa con senderos de paseo, charca, cascada y gruta.
El parque contiene un centenar de especies de árboles y arbustos, incluyendo unos notables especímenes de Cedrus atlantica, Cedrus deodara, Diospyros kaki, Ginkgo biloba, Quercus ilex, Quercus robur pyramidalis, Sequoiadendron, y Taxodium distichum.
- Lechos florales (área total de 1700 m²) con plantas etiquetadas,
- Colección de plantas vallada.
- Invernadero tropical con 200 m², reconstruido en 1994, alberga 150 plantas incluyendo bromelias, cactus, y varias especies de orquídeas.[1]

## Galería
|                             |
| Paseo en el jardín botánico |

|                                                 |
| Composición representando el escudo de Poitiers |

|                                    |
| Puente y pasaje cerca del estanque |

|          |
| Estanque |

|        |
| Huerto |

|                      |
| Invernadero tropical |

|         |
| Árboles |